# Tanycnema anomala
Tanycnema anomala är en fjärilsart som beskrevs av Turner 1922. Tanycnema anomala ingår i släktet Tanycnema och familjen Tineodidae. Inga underarter finns listade i Catalogue of Life.